# Jorge Antolín
Jorge Antolín es un actor mexicano nacido en 1962 que hizo carrera principalmente en Televisa
Empezó su carrera como actor en cortometraje Tandagio en 1984. Después hizo su debut en televisión en la telenovela juvenil Dulce desafío en 1988, interpretando al interesado Joel.
Desde allí destacó en varias telenovelas como Yo no creo en los hombres, Capricho, La sombra del otro, Los hijos de nadie, Mujeres engañadas, El derecho de nacer y Así son ellas. También participó en cinco episodios de la serie dramática Mujer, casos de la vida real. En 1998 participó en la película Elisa antes del fin del mundo protagonizada por Sherlyn.
Jorge se casó con la actriz Cynthia Klitbo en 1987, cuando ambos empezaban a despuntar en sus carreras actorales. Sin embargo, dos años después se divorciaron.
En la actualidad Jorge vive en Los Ángeles, California y se desempeña como conductor del programa Alarma TV de Estrella TV teniendo como compañera a la actriz Lianna Grethel.

## Filmografía

### Telenovelas
- Rebelde (2004-2006) .... Dr. López Franco
- Así son ellas (2002) .... Julio Boléstain
- El derecho de nacer (2001) .... Jorge Luis Armenteros
- Mujeres engañadas (1999) .... Esteban
- Los hijos de nadie (1997) .... Vinicio
- La sombra del otro (1996) .... Julián de la Riva
- Capricho (1993) .... Jorge Nieto
- Yo no creo en los hombres (1991) .... José Antonio
- Dulce desafío (1988) .... Joel Quintana

### Series de TV
- Mujer, casos de la vida real (2000-2004)
- La telaraña (años 90s, episodio donde prefiere quedarse con su perro,  que con su esposa)

### Películas
- Elisa antes del fin del mundo (1998)
- Tandagio (1984)